# Coronel Marcelino Maridueña
Coronel Marcelino Maridueña är en ort i Ecuador.   Den ligger i provinsen Guayas, i den centrala delen av landet, 240 km söder om huvudstaden Quito. Coronel Marcelino Maridueña ligger 43 meter över havet och antalet invånare är 7 303.
Terrängen runt Coronel Marcelino Maridueña är platt, och sluttar västerut. Runt Coronel Marcelino Maridueña är det ganska tätbefolkat, med 75 invånare per kvadratkilometer. Närmaste större samhälle är Milagro, 19,8 km väster om Coronel Marcelino Maridueña. Trakten runt Coronel Marcelino Maridueña består till största delen av jordbruksmark.